# Мінімальна довжина повідомлення
Мініма́льна довжина́ повідо́млення (МДП, англ. minimum message length, MML) — формальне перевизначення Леза Оккама в теорії інформації: навіть якщо моделі не є рівними в точності допасованості до спостережених даних, та з них, що породжує найкоротше сукупне повідомлення, правдоподібніше є правильною (де повідомлення складається з вираження моделі, за яким слідує вираження даних, стисло закодованих із застосуванням цієї моделі). МДП було винайдено Крісом Воллесом, з першою появою в основоположній праці «An information measure for classification» Воллеса і Бултона 1968 року.
МДП передбачено не просто як теоретичну побудову, а як методику, яку може бути розгорнуто на практиці. Вона відрізняється від пов'язаного поняття колмогоровської складності тим, що не вимагає використання для моделювання даних мови, повної за Тюрінгом. Відношення між строгою МДП (СМДП, англ. Strict MML, SMML) та колмогоровською складностю окреслено в праці Воллеса та Доу 1999 року. Крім того, можна використовувати ряд математичних наближень «строгої» МДП — див., наприклад, глави 4 і 5 книги Воллеса (посмертно) 2005 року.

## Визначення
«Математична теорія зв'язку» Шеннона (1949 року) стверджує, що в оптимальному коді довжина повідомлення (у двійковому кодуванні) події {\displaystyle E}, {\displaystyle \operatorname {length} (E)}, де {\displaystyle E} має ймовірність {\displaystyle P(E)}, задається як {\displaystyle \operatorname {length} (E)=-\log _{2}(P(E))}.
Теорема Баєса стверджує, що ймовірність (змінної) гіпотези {\displaystyle H} за заданого незмінного свідчення {\displaystyle E} є пропорційною до {\displaystyle P(E|H)P(H)}, що, за визначенням умовної ймовірності, дорівнює {\displaystyle P(H\land E)}. Ми хочемо (гіпотези) моделі з найвищою такою апостеріорною ймовірністю. Припустімо, що ми кодуємо повідомлення, що представляє (описує) як модель, так і дані разом. Оскільки {\displaystyle \operatorname {length} (H\land E)=-\log _{2}(P(H\land E))}, найімовірніша модель матиме найкоротше таке повідомлення. Це повідомлення складається з двох частин: {\displaystyle -\log _{2}(P(H\land E))=-\log _{2}(P(H))+-\log _{2}(P(E|H))}. Перша частина кодує саму модель. Друга частина містить інформацію (наприклад, значення параметрів або початкових умов тощо), яка при обробці моделлю дає на виході спостережені дані.
МДП природно й точно здійснює компроміс між складністю та допасованістю моделі. Складніша модель бере більше на визначення (довша перша частина), але ймовірно краще допасовується до даних (коротша друга частина). Таким чином, метрика МДП не обиратиме складнішої моделі, якщо ця модель не платитиме за себе.

## Неперервнозначні параметри
Однією з причин, чому модель може бути довшою, є просто те, що різні її параметри вказано з вищою точністю, що відтак вимагає передавання більшої кількості цифр. Значна частина потужності МДП випливає з її обробки того, як точно вказувати параметри в моделі, а також різних наближень, як зробити це здійсненним на практиці. Це дозволяє їй з користю порівнювати, скажімо, модель із багатьма неточно вказаними параметрами з моделлю з меншою кількістю точніше вказаних параметрів.

## Ключові властивості МДП
- МДП можливо застосовувати для порівняння моделей різної структури. Наприклад, її найпершим застосуванням було знаходження сумішевих моделей[en] з оптимальним числом класів. Додавання додаткових класів до сумішевої моделі завжди дозволятиме допасовувати дані з вищою точністю, але згідно МДП це мусить зважуватися з додатковими бітами, необхідними для кодування параметрів, що визначають ці класи.
- МДП є методом баєсового порівняння моделей. Вона дає кожній моделі бал.
- МДП є масштабо-інваріантною та статистично інваріантною. На відміну від багатьох баєсових методів обирання, МДП не хвилює, якщо ви перейдете від вимірювання довжини до об'єму, чи від декартових координат до полярних.
- МДП є статистично конзистентною. Для задач на кшталт задачі Неймана-Скотта (1948 року) чи факторного аналізу, де обсяг даних на параметр обмежено згори, МДП може оцінювати всі параметри зі статистичною конзистентністю.
- МДП враховує точність вимірювання. Вона використовує інформацію за Фішером (в наближенні Воллеса-Фрімена 1987 року, або інших гіпер-об'ємах в інших наближеннях), щоби оптимально дискретувати неперервні параметри. Тому апостеріорне завжди є ймовірністю, а не густиною ймовірності.
- МДП застосовують з 1968 року. Схеми кодування МДП було розроблено для декількох розподілів та для багатьох типів систем машинного навчання, включно зі некерованою класифікацією, деревами та графами рішень, послідовностями ДНК, баєсовими мережами, нейронними мережами (наразі лише одношаровими), стисненням зображень, сегментуванням зображень та функцій тощо.